# Дикие коты, или Команда отчаянных трапперов
«Дикие коты, или Команда отчаянных трапперов» (англ. Wild C.A.T.s: Covert Action Teams) —  мультсериал по мотивам комиксов Джим Ли. Премьера первой серии мультсериала состоялась в кинотеатрах 1 октября 1994 года, а премьера последней серии — 21 января 1995 года. Сериал продюсировали Nelvana и WildStorm Productions.

## Сюжет
Альтернативная вселенная оказывается под угрозой апокалипсиса из-за демонитов – представителей расы инопланетного происхождения, умеющих вселяться в тела людей. Когда демониты под руководством Лорда Хеспонта совершают атаку на Землю, становится очевидна необходимость разрушить их планы. Противостоять армии монстров способны только самые лучшие воины, наделённые могущественными генами. Из-за этого Джейкобу Малоу становится известно о существовании почти исчезнувшего вида борцов со злом, и он собирает команду, которую он впоследствии называет Дикими Котами. Они приступают к земной зачистке, стремясь покончить с демонитами. Отношения в коллективе складываются не всегда гладко, и из-за этого возникают различные конфликты и сложные ситуации.

## В ролях
- Акияма, Денис - Dockwell
- Мота, Пол - Maul
- Хандфорд, Роско - Zealot
- Джанет-Лэйн Грин - Void
- Рут Маршалл - Voodoo
- Шон МакКэнн - Marlowe
- Дин МакДермотт - WarBlade
- Колин О’Мира - Grifter
- Род Уилсон - Spartan
- Морис Дин Винт - Helspont

### дополнительные голоса
- Дэвид Брайант -
- Кристофер Эрл
- Жан Флипс
- Колин Фокс
- Никки Гуаданьи
- Дэвид Хемблен
- Дэн Хеннесси
- Лорни Кеннеди
- Дэйв Николс
- Филип Уильямс
- Боб Зидел
- Джеймс Миллингтон
- Зик Уилсон
- Кристина Николл
- Элизабет Ханна

## Эпизоды
| Эпизоды | английское название      | Русское название | Дата премьеры   |
| ------- | ------------------------ | ---------------- | --------------- |
| 1       | Dark Blade Falling       | неизвестный      | 1 октября 1994  |
| 2       | Heart of Steel           | неизвестный      | 8 октября 1994  |
| 3       | Cry of the Coda          | неизвестный      | 15 октября 1994 |
| 4       | The Evil Within          | неизвестный      | 29 октября 1994 |
| 5       | The Big Takedown         | неизвестный      | 12 ноября 1994  |
| 6       | Lives in the Balance     | неизвестный      | 19 ноября 1994  |
| 7       | Soul of a Giant          | неизвестный      | 26 ноября 1994  |
| 8       | Betrayed                 | неизвестный      | 3 декабря 1994  |
| 9       | Black Razor's Edge       | неизвестный      | 10 декабря 1994 |
| 10      | And Then There Were None | неизвестный      | 17 декабря 1994 |
| 11      | M.V.P.                   | неизвестный      | 7 января 1995   |
| 12      | Endgame, Part 1          | неизвестный      | 14 января 1995  |
| 13      | Endgame, Part 2          | неизвестный      | 21 января 1995  |